# Aicuña
Aicuña es una aldea de montaña localizada en el Departamento Coronel Felipe Varela, Provincia de La Rioja, Argentina.
El nombre Aicuña es de dudosa procedencia, aunque se sabe que significa "Vuelta rápida".
Otra versión indica que el nombre procede del quechua y significa "Vuelta obligada".
El único acceso a la localidad es un camino de tierra roja de 8 kilómetros que nace como un desvío en la cuesta de Miranda (camino de cornisa recientemente pavimentado que integra la mítica Ruta 40), que luego se prolonga como la calle principal, a cuyos laterales se desarrolla el caserío de la pintoresca aldea.
Las construcciones responden al tipo tradicional espontáneo de adobe, con frecuente uso de pircas para delimitar corrales o sembrados.

## Geografía

### Ubicación
La localidad de Aicuña se encuentra a 8 km de la mítica ruta nacional 40, en el tramo de la cuesta de Miranda, a la altura del paraje las Higueritas.

### Población
Cuenta con 219 habitantes (Indec, 2010), lo que representa un leve descenso del 1% frente a los 221 habitantes (Indec, 2001) del censo anterior.
| Gráfica de evolución demográfica de Aicuña entre 1991 y 2010 |
|                                                              |
| Fuente: Censos nacionales del INDEC                          |

#### Albinismo
En esta aldea se registra un alto porcentaje de albinismo oculocutáneo, un fenómeno derivado del aislamiento geográfico en que la comunidad vivió durante varios siglos.

### Sismicidad
La sismicidad de la región de La Rioja es frecuente y de intensidad baja, y un silencio sísmico de terremotos medios a graves cada 30 años en áreas aleatorias.

## Actividad económica
La actividad económica tradicional de la localidad es la cría de ganado caprino y ovino, a la que se agrega el cultivo de nogales.
Durante los últimos años se ha desarrollado en la localidad un proyecto de turismo comunitario, con el apoyo entre otras instituciones de la Administración de Parques Nacionales, mediante el cual se intenta que la comunidad sea la responsable y beneficiaria directa de la actividad turística. Entre los ejes del proyecto está la revalorización del patrimonio cultural, la recuperación de prácticas sustentables ancestrales y la promoción de las producciones artesanales. También se elabora vino artesanal orgánico de alta calidad, con uvas traídas de Villa Unión y Chilecito.

### Puntos de interés para el visitante
- Los  callejones de Aicuña se abren entre finca y finca. Son senderos que acompañan la silueta del río, montañas que enmarcan paisajes, buscando salidas hacia la única calle que atraviesa el pueblo.

- Quebrada de Las Brujas, a la cual se accede luego de una ascensión y caminata de baja dificultad.

- Observación de fauna y flora. Aicuña forma parte de la misma formación geológica que el parque nacional Talampaya y presenta similares características fitogeográficas de cardonales entre vegetación desértica, hábitat de maras, guanacos, cóndores, martinetas y otras especies.

- Puntos panorámicos de observación de los Nevados del Famatina y del Valle del Bermejo.